# Nicholas Poloniato
Nicholas Poloniato –conocido como Nick Poloniato– (Hamilton, 20 de junio de 1987) es un deportista canadiense que compite en bobsleigh en la modalidad doble. Ganó una medalla de plata en el Campeonato Mundial de Bobsleigh de 2019, en la prueba por equipo.

## Palmarés internacional
| Campeonato Mundial | Campeonato Mundial | Campeonato Mundial | Campeonato Mundial |
| Año                | Lugar              | Medalla            | Prueba             |
| ------------------ | ------------------ | ------------------ | ------------------ |
| 2019               | Whistler (Canadá)  | Medalla de plata   | Equipo             |